# 2008年夏季残疾人奥林匹克运动会塞内加尔代表团
2008年夏季残疾人奥林匹克运动会塞内加尔代表团是塞内加尔派出的2008年夏季残疾人奥林匹克运动会代表团。未获得奖牌。